# 牛と鴨撃ちのいる風景
『牛と鴨撃ちのいる風景』（うしとかもうちのいるふうけい、独: Landschaft mit Kühen und Entenjägern、英: Landscape with Cows and Duck Hunters）は、フランドルのバロック期の巨匠ピーテル・パウル・ルーベンスが1639-1640年頃、キャンバス上に油彩で制作した絵画である。画家が描いた数少ない風景画のうちの1点で、アントウェルペン周辺の田舎の情景を表している。17世紀には、リシュリュー枢機卿の甥のリシュリュー大公 (Duc de Richelieu) のコレクションにあった作品である。1927年以来、ベルリン絵画館に所蔵されている。

## 作品

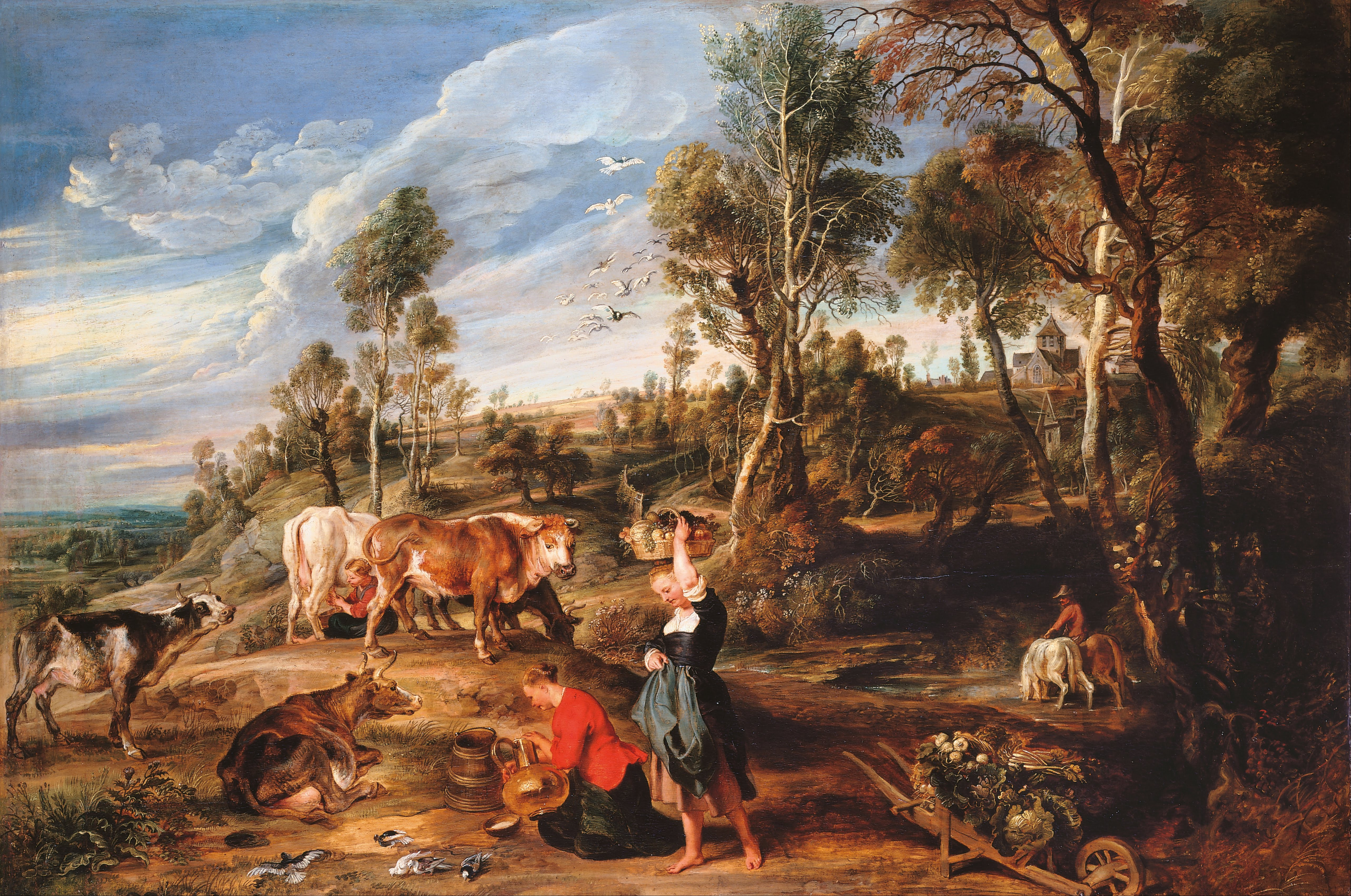
ピーテル・パウル・ルーベンス『ラーケンの農場』 (1617-1618年)、ロイヤル・コレクション、バッキンガム宮殿

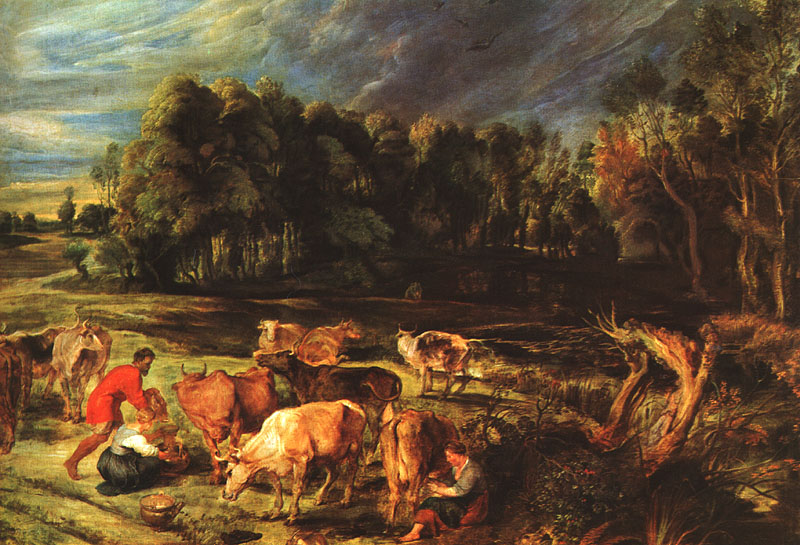
ピーテル・パウル・ルーベンス『牛のいる風景』 (1636年頃)、アルテ・ピナコテーク、ミュンヘン

歴史画、人物画の影に隠れて、ルーベンスの風景画は一般にあまり知られていないが、その中でも最大の大きさのうちの1点である本作は彼が雰囲気と情感に満ちた自然の描き手であったことを雄弁に物語っている。
木々が密に生えている風景の前景にある川沿いでは、牛の群れが草を食んでいる。女性たちが牛の乳搾りをし、銅の容器に牛乳を満たす。1人の女性は頭に容器を載せて運んでいる。夕日が木々の緑色の葉から差し込んでいる。影は濃くなりつつあり、温かい茶色の色調を帯びている。柔らかな光の中で、ブラウスの赤色、ドレスの濃い青色、動物たちの毛皮の黄土色、赤錆色が豊かな輝きを生む。照明と色彩がこの風景に牧歌的で、鑑賞者を誘い込むような雰囲気を与えている。この雰囲気は、画面下部左端の川の対岸に蹲っている狩猟者の甲高い一撃によって突然打ち破られている。しかし、それが、かえって場面の非常に平穏な雰囲気を強調するのである。
本作の構図は、ルーベンスが以前制作した2点の絵画、『ラーケンの農場』 (ロイヤル・コレクション、バッキンガム宮殿) と『牛のいる風景』 (アルテ・ピナコテーク、ミュンヘン) を拠りどころとしている。後者から、ルーベンスは3頭の牛と2人の座った女性がいる中央の群像を本作に借用した。また、川沿いで放尿している牛と左端の牛も、画面前景に向かって下がっている起伏のある草地、左側の遠景描写とともにミュンヘンの作品から引用されている。
本作のX線映像は、ミュンヘンの作品の前景右側にある柳の木の幹が本作の同じ位置に存在することを示しており、前景中央で横顔を左に向けている暗色の牛、および牛乳撹拌機の横にいる牛飼いについても同様のことがいえる。こうした発見は、本作がミュンヘンの作品の複製、または第2ヴァージョンとして着手されたことを示唆する。ルーベンスが満足していた以前の構図をふたたび用いることは通例のことであった。とはいえ、ミュンヘンの作品の要素を除去したり、新たな要素を加えたりして、とりわけ制作過程で絵画の縦横のサイズを変更することで、ルーベンスは新たな風景画を創造したのである。本作はミュンヘンの作品に比べて、はるかに凝った構図、より生き生きとした色彩、モノクロームではなく細かなニュアンスのある陰影を用いた明暗表現を持っている。画面を満たす様々な要素は、絵画全体としての連続性を損なっていない。